# Karpacki Okręg Wojskowy
Karpacki Okręg Wojskowy (ros. Прикарпатский военный округ) – okręg wojskowy Armii Czerwonej na terenie Ukraińskiej SRR; następnie okręg wojskowy Sił Zbrojnych Ukrainy.

## Historia
Przykarpacki Okręg Wojskowy sformowano w 1945 na bazie 4 Frontu Ukraińskiego (18, 27 i 38 A) z dowództwem OW w Czemowcach. W 1946 w skład okręgu włączono obszar Lwowskiego OW oraz potencjał 8 i 13 Armii, a dowództwo OW przeniesiono do Lwowa. W 1990 pozostawał w podporządkowaniu Głównego Dowództwa Kierunku Zachodniego ze sztabem w Legnicy.
Dowództwo radzieckiego Karpackiego Okręgu Wojskowego mieściło się przy ul. Stryjskiej 88 we Lwowie. Obecnie na terenie dawnej jednostki mieści się Muzeum Historii Wojsk Karpackiego OW.
Karpacki OW został odtworzony w strukturach Sił Zbrojnych Ukrainy.

## Struktura organizacyjna
Skład w 1990
- dowództwo Okręgu – Lwów
- 13 Armia
- 8 Armia Pancerna
- 38 Armia
- 66 Korpus Artylerii
- 24 Dywizja Zmechanizowana
- 66 Dywizja Zmechanizowana
- 117 Dywizja Pancerna
- 95 Brygada Desantowo-Szturmowa
- 39 Brygada Desantowo-Szturmowa
- 8 Brygada SpacNaz
- 35 Brygada Rakiet Operacyjno-Taktycznych
- 114 Brygada Inżynieryjna
- 25 Brygada Rakiet Przeciwlotniczych
- 188 Brygada Artylerii Wielkiej Mocy